# Jan Eilers
Jan Eilers (Eilersen, Elers) var en dansk søofficer.
Hans herkomst er ukendt. Eilers blev 1665 forfremmet til løjtnant, var 1666 med fregatten Sorte Bjørn, der på vej til Drammen  grundstødte ved Læsø, men kom flot efter to dages forsøg, blev 1667 kaptajn med 300 rigsdaler i gage, samme år chef for Sorte Bjørn til Norge, 1668 og 1669 atter chef for Sorte Bjørn, 1673 kaptajn "ved Bommen" for de tre der liggende orlogsskibe. Eilers var 1675 og 1676 chef for orlogsskibet Delmenhorst, med hvilket han under Niels Juel medvirkede ved Gullands erobring og senere deltog i slaget ved Øland. 1677 deltog han som chef for samme skib i slaget på Køge Bugt, hvor han førte schoutbynachtsflag; det følgende år forfremmedes han efter ansøgning til schoutbynacht og anførte som sådan en eskadre, hvormed Göteborg blokeredes, og hvormed han senere konvojerede danske handelsskibe.
Ved udgangen af 1679 blev han afskediget med pension på 200 rigsdaler. 1687 ansøgte han om at få udbetalt sine årspenge, som han ikke havde fået i flere år. Eilers var gift to gange: Første gang med Johanne Pedersdatter (død 1673, begravet 4. juli); anden gang med Anna Madsdatter (ca. 1641 - april 1704, datter af kaptajn Mads Madsen (død 1676). Han er død før sin anden hustru.